# Brsnik
Brsnik je naselje v Občini Kostel.